# 3364 Zdenka
3364 Zdenka (1984 GF) là một tiểu hành tinh vành đai chính được phát hiện ngày 5 tháng 4 năm 1984 bởi A. Mrkos ở đài thiên văn Klet.